# Буська міська територіальна громада
Бу́ська міськá територіальна громáда — територіальна громада в Україні, у Золочівському районі Львівської області. Адміністративний центр — місто Буськ.
Площа громади — 663,1 км², населення — 30290 осіб (2020).

## Населені пункти
У складі громади 1 місто (Буськ), 1 селище (Олесько) і 66 сіл:
- Бажани
- Баймаки
- Бачка
- Боложинів
- Брахівка
- Будиголош
- Вербляни
- Волиця-Деревлянська
- Волуйки
- Гаївське
- Горбачі
- Грабина
- Грабова
- Гумниська
- Гута
- Гутисько-Тур'янське
- Думниця
- Дунів
- Журатин
- Заболотне
- Заболото
- Забрід
- Заводське
- Закомар'я
- Застав'є
- Йосипівка
- Кізлів
- Кудирявці
- Купче
- Кути
- Лабач
- Ланерівка
- Леньків
- Лісове
- Лісове
- Лісове
- Лісок
- Маращанка
- Ниви
- Новий Милятин
- Новий Ріпнів
- Новосілки
- Ожидів
- Павлики
- Переволочна
- Підставки
- Побужани
- Ракобовти
- Рижани
- Ріпнів
- Рокитне
- Сидори
- Соколівка
- Соколя
- Старий Милятин
- Стовпин
- Теребежі
- Топорів
- Тур'я
- Хватів
- Циків
- Чаниж
- Чишки
- Чучмани
- Яблунівка
- Янгелівка